# 跋摩王朝
跋摩王朝（1296年-1863年，英语：Varman dynasty），是柬埔寨历史上的封建王朝。1296年，由奈乔萨·帕恩（因陀罗跋摩三世）建立，定都于吴哥，是为近代柬埔寨的开端。1863年，沦为法国保护国。此后，帕恩的后代成为两大柬埔寨王室，即诺罗敦家族和西索瓦家族。

## 历史

### 黄瓜传说
奈乔萨·帕恩早年担任高棉王国王家园丁。由于帕恩种植的黄瓜鲜甜可口，国王让他管理王家瓜园，负责供应王室食用的黄瓜，并且赐予他一根长矛，禁止任何闲人闯入瓜园。一天夜里，天色昏暗，国王来到瓜园，帕恩不知是国王，误以为是小偷，于是用长矛将国王刺死。国王死后无嗣，贵族们便拥立帕恩为国王，帕恩娶了公主摩诃克莎特伊为王后。帕恩成为了因陀罗跋摩王，宣布上座部佛教是国教，废除了婆罗门教。

### 暹罗的入侵和迁都
1307年，因陀罗跋摩王去世，弟蓬阿纳塔素萨（Phon Anak Tasuasa）即位。1340年，蓬阿纳塔素萨去世，因陀罗跋摩王长子蓬阿纳奈嘉亚（Phon Anak Nai Jaya）即位。1346年，蓬阿纳奈嘉亚去世，弟斯丹塔亚扎（Sidhanta Raja）即位.1347年，贵族们支持蓬阿纳奈嘉亚长子兰蓬沙萨亚扎（Lambangsasa Raja）废弑叔父，自立为国王，并任命其侄索里约太为王储。1351年初，暹罗人拉玛迪勃底建立阿瑜陀耶王朝（大城王朝），不久拉玛迪勃底派遣儿子腊梅萱率二军远征柬埔寨。在清理了柬埔寨边界上的阵地后，腊梅萱向吴哥进军..柬埔寨王储索里约太率军出城迎战，大破暹人，并杀死暹王孙西萨瓦。12月，暹人再次来犯，包围吴哥达十六个月。1353年5月，兰蓬病死，暹人攻入吴哥，索里约太和兰蓬的两个儿子逃往到了老挝。
拉玛迪勃底立其子巴萨为吴哥王，统治柬埔寨。1355年，巴萨去世，其弟巴特即位，过了三个月，巴特死于霍乱，弟披塞即位。此时的柬埔寨边陲诸州不服暹人统治，相互交战。流亡老挝的索里约太率军袭击吴哥，驱逐了暹人，披塞在交战中失踪，此后索里约太陆陆续续收复旧土，但永远地失去了巴真（Prachin）和呵呖（Korat）。
1357年，索里约太加冕为柬埔寨国王，1362年去世，堂弟帕拉玛拉玛（Parama Rama）即位，四年后加冕。1373年，帕拉玛拉玛病死，弟达马苏卡亚扎（Dharmasukharaja）即位。1393年，达马苏卡王派遣军队进攻尖竹汶和春武里，掳走七千多户暹人。暹王腊梅萱大怒，派遣披耶猜那隆率军进攻柬埔寨。暹军包围吴哥达七个月，柬埔寨将领叛变打开城门，吴哥陷落，达马苏卡王被杀。暹人立披耶猜那隆为吴哥太守，夺走柬埔寨王室圣剑和宗室，吴哥仅剩五千居民。1401年，索里约太长子索里约太二世夺回吴哥，重建柬埔寨王国。1417年，索里约太二世去世，侄苏卡亚扎（Sukharaja）即位。
1431年，阿瑜陀耶国王派遣军队进攻吴哥，经过七个月围城后，两名柬埔寨僧侣叛变，泄露城防情况，吴哥再度陷落，比亚耶达被害，暹王立王子因他武里镇守吴哥。索里约太二世之子比亚耶达（Yatha）派人刺杀了因他武里，夺回了吴哥。由于吴哥离边境太近，于是比亚耶达迁都斯雷山陀。1435年，由于湄公河泛滥，再迁都到查都莫卡（即竹多木，后世称为百囊奔）。

### 第一次争位之乱
1463年，比亚耶达去世，长子甘卡（Gamkhat）即位。1468年，甘卡去世，儿子那腊亚纳拉玛（Narayana Rama）和比亚耶达二子室利亚扎（Sriraja）争位。1472年，阿瑜陀耶国王派遣军队进攻内乱中的柬埔寨。1474年，那腊亚纳拉玛在菩萨州战败被擒，并于1479年死于阿瑜陀耶。控制北方诸州的室利亚扎于1476年收复了被暹人占领的吴哥、呵呖和尖竹汶等州。但是不久战败，1484年死于暹罗。控制南方诸州的吴哥侯摩诃达马亚扎（Maha Dharmaraja）是比亚耶达的第四子，自1473年开始与暹人交战，直到1476年。1478年，摩诃达马亚扎于百囊奔一带加冕成为新国王。1484年，室利亚扎死于暹罗，摩诃达马亚扎派遣使者前往阿瑜陀耶，暹人认为这是臣服的举动于是将室利亚扎交还柬埔寨火葬，并留柬埔寨王子为质。

### 奈坎之乱
1504年，摩诃达马亚扎去世，长子达马格提亚亚扎（Dharma Khattiya Raja）即位，自称是独立柬埔寨大国之王（King of the Great State of Sovereign Cambodia）。1505年，迁都巴桑（斯雷山陀）。1506年，平民皮柴尼克将美丽的女儿埃嘎献给国王，国王十分宠爱埃嘎，将种种荣耀赐与皮柴和儿子奈坎（Nai Kan），这引起了贵族们的不满。1510年，埃嘎去世，贵族们借机暗示国王处死奈坎，奈坎得到消息后逃往巴普农，招募了一支军队杀回巴桑。1512年，奈坎杀死达马格提亚亚扎，进入巴桑。达马格提亚亚扎之子约斯，和摩诃达马亚扎次子安赞（Ang Chan Gras Reachea）逃往阿瑜陀耶。1516年，安赞率领县军杀回柬埔寨，自立于吴哥。1528年，安赞借助暹人的力量击败奈坎，攻克洛韦。1529年，安赞在三隆佩诺科擒杀奈坎，实现了国家的统一。

### 反暹战争
安赞实现统一后便开始摆脱暹罗的束缚。1549年，安赞乘暹罗内乱，率军袭击巴真，劫走居民，当听说阿瑜陀耶新国王即位后便罢兵回国。缅甸人退出暹罗后，阿瑜陀耶国王派遣宋加洛太守温洛进攻柬埔寨，安赞大湖北边击毙温洛，大败暹军，俘虏了一万人，安赞遂赐地名曰暹粒。1556年，暹罗派遣军队分水陆而进，包围洛韦，安赞求和，献上了白象，暹军遂罢兵。同年，安赞去世，次子帕拉敏达亚扎（Paramindaraja）即位。1567年，帕拉敏达亚扎去世，子山达（Satha）即位。1569年，缅甸白象王进攻阿瑜陀耶城，山达趁机率陆军二万人洗劫北柳和纳伦，水军洗劫尖竹汶和罗勇，其后又进攻呵呖。1571年，山达又率七万大军进攻尖竹汶、佛丕和呖丕，次年退兵。

### 柬埔寨-澜沧战争
1572年3月，澜沧国王赛塔提拉率军攻打柬埔寨国跋摩王朝，但是大败战死。赛塔提拉的丞相森苏林以赛塔提拉儿子年幼为由，自立为国王，并击杀了不服从的贵族。缅甸国王白象王勃印囊听说后，多次派使者前往澜沧交涉不果，于是决定再次入侵澜沧。

## 世系表
| 君主         | 英文名             | 生卒      | 在位起讫  |
| ------------ | ------------------ | --------- | --------- |
| 因陀罗跋摩   |                    | 1237-1307 | 1296-1307 |
| 蓬阿纳塔素萨 | Phon Anak Tasuasa  |           |           |
| 蓬阿纳奈嘉亚 | Phon Anak Nai Jaya |           |           |
| 斯丹塔亚扎   | Sidhanta Raja      |           |           |
| 兰蓬沙萨亚扎 | Lambangsasa Raja   |           |           |
| 暹罗占领时期 |                    |           |           |
| 巴萨         |                    |           |           |
| 巴特         |                    |           |           |
| 披塞         |                    |           |           |
| 柬埔寨复国   |                    |           |           |
| 索里约太     |                    |           |           |
| 帕拉玛拉玛   |                    |           |           |
| 达马苏卡亚扎 | Dharmasukharaja    |           |           |
| 暹罗占领时期 |                    |           |           |
| 披耶猜那隆   |                    |           |           |
| 柬埔寨复国   |                    |           |           |
| 索里约太二世 |                    |           |           |
| 苏卡亚扎     |                    |           |           |
| 暹罗占领时期 |                    |           |           |
| 因他武里     |                    |           |           |